# Đại Phước (Đồng Nai)
Đại Phước is een xã in het district Nhơn Trạch, een van de negen districten van de provincie Đồng Nai. Het is een van de twaalf xã's in het district. De provincie ligt in een regio van Vietnam, dat ook wel Đông Nam Bộ wordt genoemd.
Đại Phước ligt aan de oever van de Đồng Nai. De Cái stroomt door Đại Phước, waardoor Đại Phước verdeeld wordt in drie delen, waarvan twee riviereilanden. Van deze twee eilanden is Ông Cồn het grootste.